# Brigada Al-Khansaa
A Brigada Al-Khansaa (em árabe: لواء الخنساء) é uma unidade policial feminina de aplicação da lei religiosa do grupo jihadista Estado Islâmico do Iraque e do Levante (ISIL), que opera em sua capital de fato, Raqqa e Mosul.
A sua comandante foi Fatiha Mejjati, uma marroquina. Ela é conhecida por sua severidade e recebeu o apelido de "la veuve noire" - a viúva negra.

## Histórico
Formado no início de 2014 e aparentemente com o nome de Al-Khansa, uma poetisa árabe dos primeiros dias do Islã, não está claro o quão difundido e sustentado é o grupo. Ele é único no mundo muçulmano onde em outros regimes com sistemas semelhantes de polícia religiosa (como a Arábia Saudita) os homens impõem a hisbah entre as mulheres, e no Estado Islâmico não se espalhou para fora da capital Raqqa, levando um observador a se perguntar se é um "golpe" publicitário que terá "duração curta".
Um oficial do EIIL, Abu Ahmad, disse em 2014: "Estabelecemos a brigada para aumentar a conscientização sobre nossa religião entre as mulheres e punir as mulheres que não cumprem a lei". O grupo também foi chamado de "polícia moral" do EIIL.
As mulheres que saem sem um acompanhante masculino ou não são totalmente cobertas em público estão sujeitas a prisões e espancamentos pela Al-Khansaa. Um exemplo de crimes punidos e sentenças administradas pela Al-Khansaa foram as de duas mulheres na capital do Estado Islâmico, Raqqa, em 2015, que receberam 20 chicotadas por usar abayas justas, cinco por usarem maquiagem por baixo de suas abayas e outras cinco por "não serem mansas o suficiente quando detidas".
A brigada tem suas próprias instalações para impor a segregação sexual. As mulheres têm entre 18 e 25 anos, recebendo um salário mensal de 25.000 libras sírias. De acordo com desertoras entrevistadas pela Sky News, a Brigada al-Khansa inclui muitas mulheres estrangeiras. As recrutas são "treinadas por um mês". Seu pagamento é estimado "entre £ 70 e £ 100 por mês". Os membros portam armas e podem ser combatentes (muitas mulheres europeias que lutam na linha de frente) ou mulheres que "policiam as ruas e cuidam dos assuntos da cidade" (geralmente árabes étnicas).
De acordo com uma fonte hostil ao EIIL, as mulheres no território administrado pelo Estado Islâmico não podem dirigir carros ou portar armas, mas as mulheres da Brigada Khansaa "podem fazer as duas coisas".
Em abril de 2017, o grupo lançou um vídeo de recrutamento para hackers do sexo feminino que alegavam ter hackeado mais de 100 contas de mídia social no mês anterior. Também houve relatos de infiltração de membros do grupo em campos de refugiados iraquianos.
Em outubro de 2019, a Brigada Al-Khansaa ainda existia e ainda era liderada por Fatiha Mejjati.